# 分馏

传统实验室内使用的分流装置（法文版）
thermomètre：溫度計
colonne de franctionnement：分餾管
évacuation d'eau：排水管
condenseur ：冷凝管
ballon à font rond ：圓底燒瓶
entrée d'eau ：出水口
bec bunsen ：本生燈

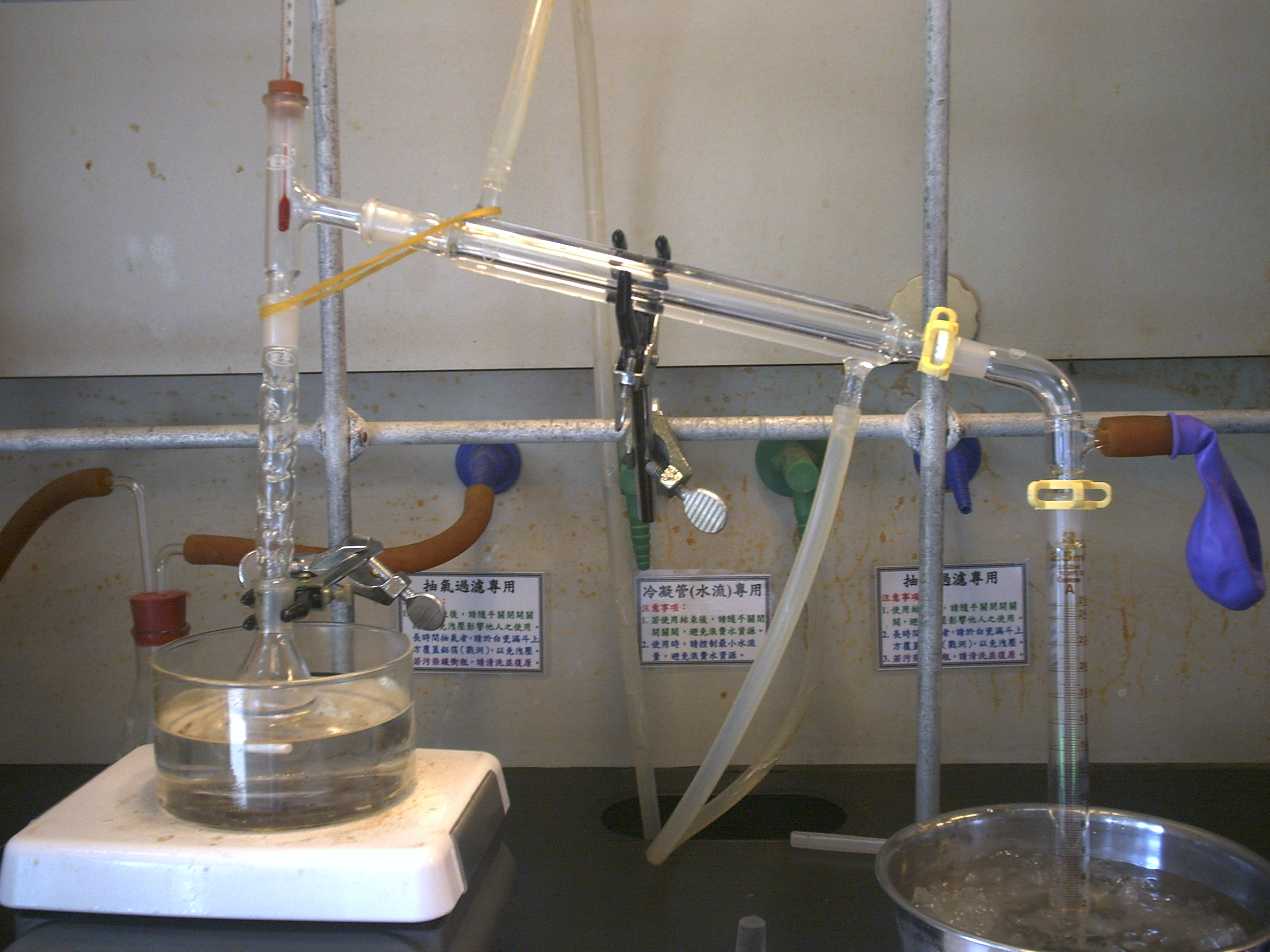
有機化學實驗室的分餾設備

分馏是分离几种不同沸点的挥发性物质的混合物的一种方法；对某一混合物进行加热，针对混合物中各成分的不同沸点进行冷却分离成相对纯净的单一物质过程。过程中没有新物质生成，只是将原来的物质分离，属于物理变化。分馏实际上是多次蒸馏，它更适合于分离提纯沸点相差不大的液体有机混合物。如煤焦油的分馏；石油的分馏。當物質的沸點十分接近時，約相差20度，則無法使用簡單蒸餾法，可改用分餾法。分餾柱的小柱可提供一個大表面積予蒸氣凝結。

## 裝置
分餾塔是用於增加表面面積，有助較難揮發的氣體凝結。
圓底瓶或梨形瓶用於防止不平均的加熱。